# 忠奸人 (電影)
是一部1997年的美國犯罪電影，由米克·紐維爾執導，主演是艾爾·帕西諾和強尼·戴普。配角有麥可·馬德森、布魯諾·柯比、詹姆斯·羅素和安·海契。編劇家保羅·艾登納西歐把約瑟夫·D·皮斯托和Richard Woodley的1988年書籍《忠奸人：我在黑手黨的臥底生涯》改編成本片。
本片鬆散改編自1970年代期間一名聯邦調查局（FBI）臥底探員約瑟夫·D·皮斯托（強尼·戴普 飾演）以化名唐尼·布拉斯科（Donnie Brasco）潛入紐約市的博納諾犯罪家族的真實故事。
《驚天爆》於1997年2月28日由三星影業發行上映。本片的票房成功，以預算3500萬美元賺得1.249億美元，而且獲得讚賞的評價。本片被提名奧斯卡最佳改編劇本獎。

## 劇情
角頭老大魯傑羅聽說街上新出現了一名綽號「珠寶商」的唐尼，於是帶著別人抵債給他的鑽石給唐尼銷贜，卻被鑑定出是假貨。魯傑羅憤而帶著唐尼去見鑽石的原主以弄清怎麼回事。唐尼出手教訓人後，幫魯傑羅弄到保時捷抵債。魯傑羅對這小子的心狠手辣非常欣賞，開始把他當自己人，教他在附近混的規矩，帶他見必須認識的人，甚至見到了老大們的老大。因為唐尼自稱是孤兒院長大的，魯傑羅在聖誕節給他點錢過節，還烹調了拿手菜共進晚餐。以後他就歸魯傑羅老大保護。
然而唐尼實際上是聯邦調查局的臥底探員，對於與角頭老大建立關係感到非常滿意。但因不得不與魯傑羅共進聖誕晚餐而誤了自己家的，以致夫妻間起了口角。妻子對於三個月的臥底生活延到兩年而且無法得知內情多所不滿。兩人都想互相體諒並控制自己的脾氣，卻還是吵開來。直到床頭打床尾和。
魯傑羅混得並不十分得意，偶爾缺錢，厭倦於被呼來喝去，害怕被其他兄弟幹掉，對於分到的戰利品多所不滿。唐尼跟著他混，逐步建立起整個黑幫的組織圖。魯傑羅的上層老大桑尼因為新近接管地盤，資歷不深，被其他上層老大看低，亦心有不滿。
FBI要求唐尼把另名位於佛羅里達的臥底探員拉入局中，唐尼藉由桑尼需要建立交通線的機會試探，魯傑羅以為他為求出人頭地而巴結上層，警告他可能面對的危險。FBI高層得償所願，卻無法提供所需的援助以幫唐尼圓他的假身份，只要求他別把幫派內的髒話帶進來，反倒是其他基層探員由沒收物中找到了合用的船。
桑尼對唐尼的表現感到滿意，任命他為佛羅里達的負責人。被撇到一邊的魯傑羅雖然落寞，卻也不阻擋他的發展。
位於佛羅里達的賭場被腐敗的警察抄掉。黑錢被沒收的桑尼無法對上面交代，又覺得自己人中必有內奸。他率領所有幫眾火併，又清理掉自以為的叛徒。唐尼因資淺而未參與動手，但協助分屍。知道內情的他深感不安。但魯傑羅告訴他，老大說什麼就是什麼。
這場火併引發黑道互相開戰。唐尼三個星期沒回家，因為整伙人等著斬草除根。唐尼一回家就與妻子起爭執。雖然他們仍深愛彼此，但各自都有太多的不得已。
魯傑羅找到殘黨的下落，與唐尼一起解決。FBI藉此逮捕二人，以結束唐尼的臥底。
FBI向桑尼一夥揭示唐尼的真實身份。魯傑羅直到最後仍當他是朋友。
結局是唐尼的任務成果豐碩。FBI獎勵他獎章一枚及500元獎金。片末字幕交代，他們一家隱姓埋名移居他處，黑道對其下落開出五十萬的賞格。

## 演員
- 艾爾·帕西諾 飾 老左·魯傑羅（英语：Lefty Ruggiero）
- 強尼·戴普 飾 唐尼·布拉斯科/約瑟夫·D·皮斯托
- 麥可·馬德森 飾 桑尼（英语：Dominick Napolitano）
- 布魯諾·柯比（英语：Bruno Kirby） 飾 尼基（英语：Nicholas Santora）
- 安·海契 飾 Maggie
- 詹姆斯·羅素（英语：James Russo） 飾 Paulie
- 柴爾柯·伊凡奈克（英语：Željko Ivanek） 飾 Tim Curley
- 葛瑞·貝克（英语：Gerry Becker） 飾 Dean Blandford
- 羅勃·米亞諾（英语：Robert Miano） 飾 Al "Sonny Red" Indelicato（英语：Al Indelicato）
- 布賴恩·塔倫蒂諾（英语：Brian Tarantina） 飾 布魯諾（英语：Anthony Indelicato）
- 洛可·西斯托（英语：Rocco Sisto） 飾 Richie Gazzo
- Ronnie Farer 飾 Annette

## 外部連結
- 互联网电影数据库（IMDb）上《忠奸人》的资料（英文）
- 爛番茄上《忠奸人》的資料（英文）
- Box Office Mojo上《忠奸人》的資料（英文）